# Gian Giacomo Médici

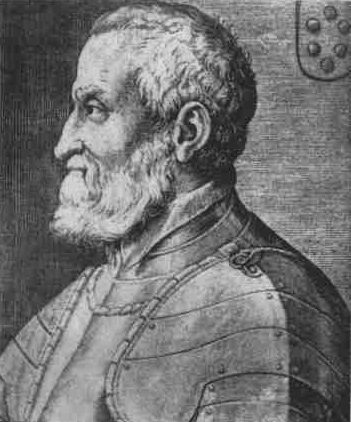
Gian Giacomo Médici.

Gian Giacomo Médici (25 de enero de 1498 – 8 de noviembre de 1555), duque de Marignano y marqués de Musso y Lecca, fue un condotiero milanés. Fue general de Carlos I de España y V del Sacro Imperio Romano Germánico.

## Biografía

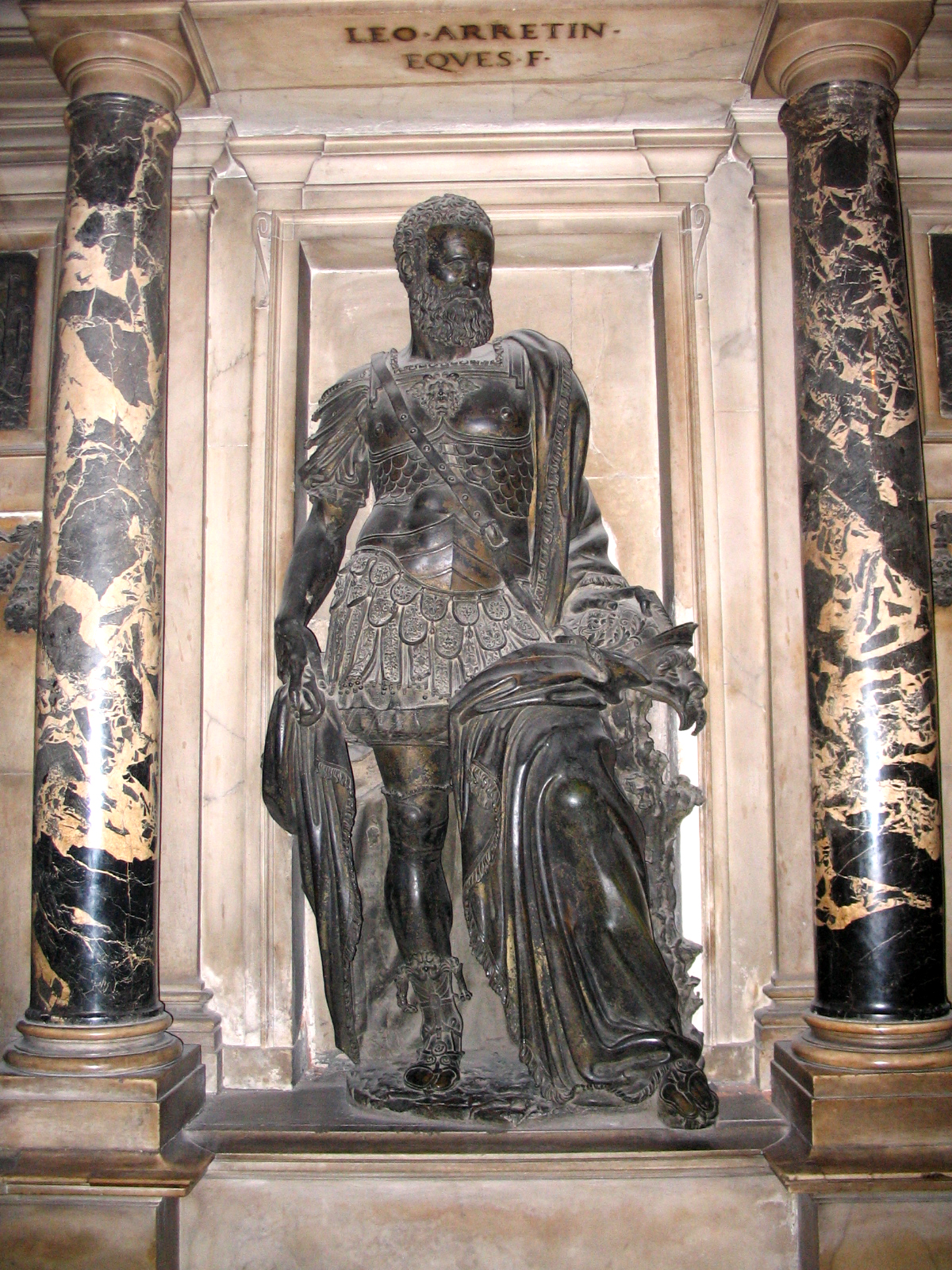
Estatua de Gian Giacomo Médici en la catedral de Milán.

Era hijo primogénito de Bernardino de la casa Médici de Melegnano. Su madre fue Cecilia Serbelloni, y su hermano fue Giovanni Angelo Médici, más tarde Papa Pío IV. No estaban emparentados con los Médici de Florencia, aunque éstos más tarde les llamarían parientes por razón de prestigio.
Apodado Il Medeghino por su baja estatura, Gian Giacomo era primero de catorce hermanos en una familia de economía modesta pese a sus orígenes patricios, por lo que su apellido no le salvó de ser desterrado de Milán a los dieciséis años tras matar en un lance de honor a otro joven, Paolo Pagnano. Inclinado a la guerra, formó un grupo de mercenarios con base en el lago de Como que entró al servicio de Carlos I. También tuvo como aliado político a Girolamo Morone, canciller del clan milanés de los Sforza.
Ayudó a Carlos reinstaurar en el ducado a Francisco II Sforza, participando en la batalla de Vaprio d'Adda que concluyó con el retorno tanto de Sforza como del mismo Giacomo a Milán. Él y los suyos pasaron a ser la guardia personal del duque, y sus servicios, que incluyeron el asesinato del enemigo político Ettore Visconti, le granjearon tierras en Musso y Lecco. Tuvo así su residencia en el castillo de Musso, junto al lago en el que rehizo su carrera, formando allí un verdadero señorío de la guerra de enorme crueldad.
La leyenda dice que el duque y Morone en realidad pensaban eliminar a Giacomo para atar cabos y que le entregaron una carta cifrada en el que requerían a los castellanos que le asesinasen, pero que Giacomo presintió sus intenciones y cambió la carta por una falsificada en la que se le entregaba el castillo como se le había prometido. Otros creen que Giacomo simplemente compró el castillo después de que fuera ocupado por los españoles de manos del francófilo Gian Giacomo Trivulzio en 1523.
Cuando Girolamo Morone fue arrestado por los españoles por conspiración tras la batalla de Pavía, el duque entregó Milán a Antonio de Leyva para expresar su inocencia y su apoyo a Carlos, pero Giacomo no hizo así, y en su lugar comenzó a hostigarles con ataques y razias. Esta situación duró hasta 1528, cuando Leyva, hastiado por no poder capturarle, le sobornó convirtiéndole en feudatario del emperador como marqués de Lecco y Musso. Tras un nuevo desencuentro político con los Sforza, vendió estos marquesados y los cambió por el de Marignano por intervención de su hermano el pontífice, y tras ello se unió permanentemente al séquito de Carlos.
En los años sucesivos casó con Marcia Orsini y combatió lealmente para el emperador en la guerra de Esmalcalda, ganando el título de virrey de Bohemia, y la Guerra italiana de 1551-1559, en la que reemplazó en el mando al destituido Ferrante I Gonzaga. En estos lances fue mentor del futuro ingeniero francófilo Agostino Ramelli. También participó en el asedio de Siena, que cayó definitivamente en órbita imperial. El mismo año, sin embargo, murió repentinamente, entre rumores de un envenenamiento. Puesto que su único hijo, el caballero de Malta Camillo, era ilégitimo, sus títulos pasaron a manos de su hermano Agosto.